# Prix Chūōkōron-Shinjin
Le prix Chūōkōron-Shinjin (中央公論新人賞) est un prix littéraire japonais décerné depuis 1956 par l'éditeur Chūōkōron Shinsha aux écrivains prometteurs. Comme l'éditeur a créé le prix Tanizaki en 1965, l'attribution du prix aux jeunes espoirs a été suspendue pendant 10 ans puis le prix a de nouveau été décerné à partir de 1975.

## Lauréats de la première période (1956-1964)
- 1956 Shichirō Fukazawa pour  (楢山節考)
- 1957 non décerné
- 1958 Shōji Kaoru pour Sōshitsu (喪失)
- 1959 Hiroshi Sakagami pour Aru aki no dekigoto (ある秋の出来事)
- 1960 Umeda Yoshirō pour Umi to shisha (海と死者)
- 1961 Takehiro Irokawa pour Kuroi fu (黒い布)
- 1962 西条俱吉 pour Kanada-kan 1941-nen (カナダ館1941年)
- 1963 Sōya Shinji pour  (鼠浄土)
- 1964 non décerné

## Lauréat de la deuxième période (1975-1994)
- 1975 志喜宏 pour Shukusai no tame no tokukōgyō (祝祭のための特別興行)
- 1976 non décerné
- 1977 Fuma Motohiko pour  (宝塔湧出)
- 1978 non décerné
- 1979 Akasegawa Genpei pour Hadazawari (肌ざわり)
- 1980 non décerné
- 1981 Yōko Takahashi pour Ame ga suki (雨が好き) et 母田裕高 pour Toketa kai (溶けた貝)
- 1982 Ikeda Shōichi[1] pour Enkai (宴会)
- 1983 non décerné
- 1984 Kondō Kōichi pour Budda o kau (仏陀を買う)  et Hiroko Yoshi pour Te (手)
- 1985 Suzuki 邦子 pour Tamago (卵)
- 1986 non décerné
- 1987 Ikezawa Natsuki pour Still Life (スティル・ライフ, Sutiru raibu) et 香山純 pour Dora kyūra kidan (どらきゅら綺談)
- 1988 non décerné
- 1989 Hiramatsu Seiji pour Adventure (アドベンチャー, Adobenchā)
- 1990 高岡水平 pour Tsukisusumi hanasaki no mure (突き進む鼻先の群れ)
- 1991 小見 Sayuri pour Warui byōki (悪い病気)
- 1992 Kageyama Yusaka für Ore-tachi no  (俺たちの水晶宮)
- 1993 non décerné
- 1994 Homae Nobuhide[2] pour Seihitsuna sora (静謐な空)

## Comité de sélection
- 1956-1964 Sei Itō, Yoshimi Usui etc.
- 1975-1994 Taeko Kōno, Maruya Seiichi, Junnosuke Yoshiyuki

## Source de la traduction
- (de) Cet article est partiellement ou en totalité issu de l’article de Wikipédia en allemand intitulé « Chūōkōron Shinjin Shō » (voir la liste des auteurs).